# Rhyacophila nyerongpa
Rhyacophila nyerongpa är en nattsländeart som beskrevs av Schmid 1970. Rhyacophila nyerongpa ingår i släktet Rhyacophila och familjen rovnattsländor. Inga underarter finns listade i Catalogue of Life.